# 사이코 (헤이안 시대 승려)
사이코(西光, 생년 미상 ~ 안겐 3년 음력 6월 3일(1177년 6월 30일)는 헤이안 시대 후기의 관인, 승려이다. 고시라카와인의 근신(近臣). 아와 국의 호족·오에노 다메미쓰의 아들로, 주나곤·후지와라노 이에나리의 양자. 속명은 후지와라노 모로미쓰(藤原師光). 자식은 모로타카, 모로쓰네 등.

## 같이 보기
- 헤이케 이야기